# کارل باروکلاف
کارل باروکلاف (انگلیسی: Carl Barrowclough؛ زادهٔ ۲۵ سپتامبر ۱۹۸۱) بازیکن فوتبال اهل بریتانیا است.
از باشگاه‌هایی که در آن بازی کرده‌است می‌توان به باشگاه فوتبال بارنزلی و باشگاه فوتبال هاید اشاره کرد.